# Graniczna Placówka Kontrolna Kudowa
Graniczna Placówka Kontrolna Kudowa-Słone – zlikwidowany pododdział Wojsk Ochrony Pogranicza wykonujący kontrolę graniczną osób, towarów i środków transportu bezpośrednio w przejściu granicznym na granicy z Czechosłowacją.

Graniczna Placówka Kontrolna Straży Granicznej w Kudowie-Zdroju – zlikwidowana graniczna jednostka organizacyjna Straży Granicznej wykonująca kontrolę graniczną osób, towarów i środków transportu w przejściach granicznych na granicy z Czechosłowacją/Republiką Czeską.

## Formowanie i zmiany organizacyjne
W październiku 1945 Naczelny Dowódca WP nakazywał sformować na granicy państwowej 51 przejściowych punktów kontrolnych.
Graniczna Placówka Kontrolna Kudowa powstała w 1945 jako kolejowy przejściowy punkt kontrolny II kategorii o etacie nr 8/11 . Obsada PPK składała się z 17 żołnierzy i 2 pracowników cywilnych.
W 1946 przejściowy punkt kontrolny został przeformowany do kategorii C według etatu nr 7/12. W 1947 powtórnie przeorganizowany na kategorię D według etatu 7/33. Przyjął też nową nazwę granicznej placówki kontrolnej WOP. W 1948 nastąpiła kolejna reorganizacja Wojsk Ochrony Pogranicza. Oddziały WOP przeformowano w brygady ochrony pogranicza, a GPK WOP Kudowa przemianowano na Graniczną Placówkę Ochrony Pogranicza Kudowa i przeformowano według etatu nr 7/54 .
W 1948 Graniczna Placówka Kontrolna nr 55 „Kudowa” (drogowa) podlegała 23 Brygadzie Ochrony Pogranicza.
W 1948 pododdział przekazany został do Ministerstwa Bezpieczeństwa Publicznego. W 1950 przeformowana na GPK WOP o etacie nr 096/27. W 1952 włączona w skład 4 Brygady WOP w etat nr 352/3.
1 lipca 1965 WOP podporządkowano Ministerstwu Obrony Narodowej, Dowództwo WOP przeformowano na Szefostwo WOP z podległością Głównemu Inspektoratowi Obrony Terytorialnej. Do Ministerstwa Spraw Wewnętrznych odeszła cała kontrola ruchu granicznego oraz ochrona GPK. Tym samym naruszono jednolity system ochrony granicy państwowej. GPK Kudowa-Słone weszła w podporządkowanie Wydziału Kontroli Ruchu Granicznego Komendy Wojewódzkiej Milicji Obywatelskiej, kontrolę graniczną wykonywali funkcjonariusze Milicji Obywatelskiej podlegli MSW.
1 października 1971 WOP został podporządkowany pod względem operacyjnym, a od 1 stycznia 1972 pod względem gospodarczym MSW. Do WOP powrócił cały pion kontroli ruchu granicznego wraz z przejściami granicznymi. Przywrócono jednolity system ochrony granicy państwowej. GPK Kudowa-Słone podlegała bezpośrednio pod sztab Sudeckiej Brygady WOP w Kłodzku do 1989, a następnie Sudeckiego Batalionu WOP w Kłodzku i tak funkcjonowała do 15 maja 1991.
Straż Graniczna:
Po rozwiązaniu 15 maja 1991 Wojsk Ochrony Pogranicza, 16 maja 1991 ochronę granicy państwa przejęła nowo sformowana Straż Graniczna. Graniczna Placówka Kontrolna w Kudowie-Słonem weszła w podporządkowanie Sudeckiego Oddziału Straży Granicznej i przyjęła nazwę Graniczna Placówka Kontrolna Straży Granicznej w Kudowie-Zdroju.
W 2000 rozpoczęła się reorganizacja struktur Straży Granicznej związana z przygotowaniem Polski do wstąpienia do Unii Europejskiej i przystąpieniem do Traktatu z Schengen. Podczas restrukturyzacji wprowadzono kompleksową ochronę granicy już na najniższym szczeblu organizacyjnym tj. strażnica i graniczna placówka kontrolna. Wprowadzona całościowa ochrona granicy zniosła podział na graniczne jednostki organizacyjne ochraniające tylko tzw. „zieloną granicę” i prowadzące tylko kontrole ruchu granicznego. W wyniku tego, 2 stycznia 2003 nastąpiło zniesienie strażnic SG w Radkowie i Kotle, a ochraniany odcinek przejęła Graniczna Placówka Kontrolna SG w Kudowie-Zdroju .
Jako Graniczna Placówka Kontrolna Straży Granicznej w Kudowie-Zdroju funkcjonowała do 23 sierpnia 2005 i 24 sierpnia 2005 została przekształcona na Placówkę Straży Granicznej w Kudowie-Zdroju (PSG w Kudowie-Zdroju).

## Ochrona granicy
2 stycznia 2003 GPK SG w Kudowie-Zdroju przejęła pod ochronę odcinek granicy państwowej, po rozformowanych strażnicach SG w Radkowie i Kotle.

## Podległe przejście graniczne
- Kudowa Słone-Náchod – drogowe.

## Dowódcy/komendanci granicznej placówki kontrolnej
Tadeusz Jarmoliński wymienia następujących dowódców granicznej placówki kontrolnej:
- por. Adam Jakubowicz
- kpt. Edward Moroz
- ppłk Ryszard Machowski
- ppłk Stanisław Suchodolski
- kpt. Albert Raczkiewicz (01.12.1989–był 31.07.1990)[12].